# The GARDEN
『The GARDEN』（ザ・ガーデン）は、日本のバンド・the peggiesの2枚目のアルバム。2021年10月20日にEPIC Records Japanから発売された。

## 概要
- 前作『Hell like Heaven』から約2年8か月振りのフルアルバム[注 1]。
- 2021年7月29日に発表[5]。同年9月25日、タイトルと収録内容およびジャケットアートワークが公開された[6]。

### タイトル
| 「                                                | お庭というのは、植物や虫などといった様々な命の生と死のサイクルを繰り返しながら育まれていきますよね。 私たちの心も同じように、毎日の暮らしの中で消えてしまいたい気持ちや幸せな気持ちを何度も何度も繰り返しながら、豊かになっていくのだと思います。 ただ綺麗なままではいられないのは、私たちが造りものではない何よりの証ではないでしょうか。 そしてどんな木を植えようと、どんな花を育てようと、つまりどんな自分になろうと、それは全てあなたの自由。大切なお庭を一人で楽しむのも良し、あるいは誰かを迎え入れるのも素敵ですよね。 このアルバムを聴いて、造りものではないあなただけの、"The GARDEN"をデザインして下さい。 | 」 |
| —北澤ゆうほ（2021年特設サイト - the peggiesより） | |    |

## 楽曲解説
1. センチメートル
  - 5thシングル収録楽曲[7]。
  - 毎日放送・TBS系"スーパーアニメイズム"『彼女、お借りします』オープニングテーマ[8]
2. ドラマチック
  - 本作のリード曲。
  - 2021年9月29日に先行配信された[9]。
    - ミュージックビデオは、その前日にあたる9月28日の22時にプレミア公開された[10]。

  - 元々は3人だけのバンドアレンジで作っていたが、「ダンスミュージックに寄せてみない？」という話が挙がり、最初にできあがったデモを聴いたとき、バンド感がかなり薄かったという。
3. スタンドバイミー
  - 4thシングル収録楽曲[11]。
  - フジテレビ"ノイタミナ"『さらざんまい』エンディングテーマ[12]
4. Hello Suger
  - デビュー直後に書いた曲で、歌詞は一部書き直している。
  - 北澤は「デビュー当初は私の中に“ラブソング＝ファンタジー”というイメージがあって、この曲の歌詞も『女の子って恋に恋していて、男の子がいなくなったらぴえんだよね』みたいな内容だったんですけど、この数年でみんなに伝えたい女の子像がかなり明確に変わってきているので、当時の歌詞のまま歌うのもちょっと違うかなと。私が今身をもって提示したいのは、恋に一生懸命な一面もありながら、最終的には自分の足で立つこともできるような……ひとかけらの強さをちゃんと守っていけるような女性像。なので、『彼と別れてちょっと未練もあるけど、私は前に進みますよ』というような歌詞に書き直しました」と語った。
5. ドア
  - 「足跡」と同じ時期に作られた曲。
  - 歌詞は、コロナ禍を上手くサバイブ出来なかった北澤のルサンチマンの姿を表している。
6. Contrast
  - ピアノ、フルート、打ち込みを取り入れた幻想的な曲調となっている。
7. 足跡
  - 6thシングル収録楽曲[13]。
  - 読売テレビ・日本テレビ系アニメ『僕のヒーローアカデミア』第5期第1クールエンディングテーマ[14]
8. アネモネ
  - 1st EP収録楽曲[15]。
9. スプートニク(2021)
  - インディーズ時代に期間限定で発売されたシングル「スプートニク/LOVE TRIP」収録楽曲。
10. TAIKIKEN
  - the peggiesとファンの関係性について書いた曲。コロナ禍になってファンの有り難みを実感した北澤が「ファンの人の思いをちゃんとつなぎ留めていられるだろうか」「ライブが再開したときにはまた来てくれるのかな」と不安になった気持ちを形にした曲。

## 収録楽曲

### 全形態共通
| 全作詞・作曲: 北澤ゆうほ。 |                        |            |            |      |
| #                          | タイトル               | 作詞       | 作曲・編曲 | 時間 |
| 1.                         | 「センチメートル」     | 北澤ゆうほ | 北澤ゆうほ | 3:47 |
| 2.                         | 「ドラマチック」       | 北澤ゆうほ | 北澤ゆうほ | 4:04 |
| 3.                         | 「スタンドバイミー」   | 北澤ゆうほ | 北澤ゆうほ | 4:38 |
| 4.                         | 「Hello Suger」        | 北澤ゆうほ | 北澤ゆうほ | 4:01 |
| 5.                         | 「ドア」               | 北澤ゆうほ | 北澤ゆうほ | 4:58 |
| 6.                         | 「Contrast」           | 北澤ゆうほ | 北澤ゆうほ | 5:52 |
| 7.                         | 「足跡」               | 北澤ゆうほ | 北澤ゆうほ | 3:47 |
| 8.                         | 「アネモネ」           | 北澤ゆうほ | 北澤ゆうほ | 4:44 |
| 9.                         | 「スプートニク(2021)」 | 北澤ゆうほ | 北澤ゆうほ | 4:46 |
| 10.                        | 「TAIKIKEN」           | 北澤ゆうほ | 北澤ゆうほ | 3:17 |
| 合計時間:                  | 合計時間:              | 43:54      |            |      |

| #   | タイトル                                                                  | 作詞 | 作曲・編曲 |
| --- | ------------------------------------------------------------------------- | ---- | ---------- |
| 1.  | 「ドリーミージャーニー [Live Video]」(「the peggiesの!SOUND BASE Vol.2」) |      |            |
| 2.  | 「センチメートル [Live Video]」(「the peggiesの!SOUND BASE Vol.2」)       |      |            |
| 3.  | 「足跡 [Live Video]」(「the peggiesの!SOUND BASE Vol.2」)                 |      |            |
| 4.  | 「スタンドバイミー [Live Video]」(「the peggiesの!SOUND BASE Vol.2」)     |      |            |
| 5.  | 「君のせい [Live Video]」(「the peggiesの!SOUND BASE Vol.2」)             |      |            |
| 6.  | 「スタンドバイミー [Music Video]」                                        |      |            |
| 7.  | 「アネモネ [Music Video]」                                                |      |            |
| 8.  | 「センチメートル [Music Video]」                                          |      |            |
| 9.  | 「足跡 [Music Video]」                                                    |      |            |
| 10. | 「ドラマチック [Music Video]」                                            |      |            |

## 購入特典

### 「The GARDEN」iTunes予約注文&「ドラマチック」ストリーミング特典
「The GARDEN」iTunes予約注文特典
アルバム「The GARDEN」をiTunesより予約注文し、 予約注文済画面のスクリーンショットを添付して特設フォームより応募。
応募した人の中から先着300名に “the peggiesメンバーサイン入り「The GARDEN」オリジナルステッカー”がプレゼント。
（「ドラマチック」単曲のダウンロードではなく、アルバム「The GARDEN」の予約注文が対象。）
「ドラマチック」ストリーミング特典
2021年9月29日より配信開始されるthe peggies「ドラマチック」を音楽ストリーミングサービスで再生。
（Apple Music, Spotify, AWA, LINE MUSIC, Amazon Music Unlimited, YouTube Music等の音楽ストリーミングサービスが対象になる。）
再生画面のスクリーンショットを特設フォームから応募、（応募期間：9月29日 0時 - 10月19日 23時59分）
応募者全員に “the peggies「ドラマチック」オリジナル待ち受け画像”がプレゼント。

#### ダブルチャンスプレゼント
「the peggiesからのお題：あなたの最近身の回りに起こったドラマチックな出来事」を記入した人の中から メンバーが厳選した10名に、the peggies直筆サイン入り”なんかすっごい大きいステッカー”がプレゼント。

### 「The GARDEN」CD購入者特典
出典：
| 対象店舗                 | 対象店舗                                 | 特典内容                                                       | 特典内容                                                       | 備考                        |
| 対象店舗                 | 対象店舗                                 | 初回生産限定盤                                                 | 通常盤                                                         | 備考                        |
| ------------------------ | ---------------------------------------- | -------------------------------------------------------------- | -------------------------------------------------------------- | --------------------------- |
| the peggies応援店        | コーチャンフォー 旭川店（北海道）        | the peggiesオリジナルステッカー① （the peggies絵柄）12cm × 4cm | the peggiesオリジナルステッカー① （the peggies絵柄）12cm × 4cm |                             |
| the peggies応援店        | サウンドショップ ニッポー（北海道）      | the peggiesオリジナルステッカー① （the peggies絵柄）12cm × 4cm | the peggiesオリジナルステッカー① （the peggies絵柄）12cm × 4cm |                             |
| the peggies応援店        | ラムタラメディアワールドアキバ（東京都） | the peggiesオリジナルステッカー① （the peggies絵柄）12cm × 4cm | the peggiesオリジナルステッカー① （the peggies絵柄）12cm × 4cm |                             |
| the peggies応援店        | サウンドエース（東京都）                 | the peggiesオリジナルステッカー① （the peggies絵柄）12cm × 4cm | the peggiesオリジナルステッカー① （the peggies絵柄）12cm × 4cm |                             |
| the peggies応援店        | Joshin京都1ばん館ディスクピア（京都府）  | the peggiesオリジナルステッカー① （the peggies絵柄）12cm × 4cm | the peggiesオリジナルステッカー① （the peggies絵柄）12cm × 4cm |                             |
| the peggies応援店        | Joshin日本橋店（大阪府）                 | the peggiesオリジナルステッカー① （the peggies絵柄）12cm × 4cm | the peggiesオリジナルステッカー① （the peggies絵柄）12cm × 4cm |                             |
| the peggies応援店        | デュークショップ 高松店（香川県）        | the peggiesオリジナルステッカー① （the peggies絵柄）12cm × 4cm | the peggiesオリジナルステッカー① （the peggies絵柄）12cm × 4cm |                             |
| the peggies応援店        | ブックスミスミ オプシア（鹿児島県）      | the peggiesオリジナルステッカー① （the peggies絵柄）12cm × 4cm | the peggiesオリジナルステッカー① （the peggies絵柄）12cm × 4cm |                             |
| the peggies応援店        | HMV&BOOKS online                         | the peggiesオリジナルステッカー① （the peggies絵柄）12cm × 4cm | the peggiesオリジナルステッカー① （the peggies絵柄）12cm × 4cm |                             |
| the peggies応援店        | TSUTAYAオンラインショッピング            | the peggiesオリジナルステッカー① （the peggies絵柄）12cm × 4cm | the peggiesオリジナルステッカー① （the peggies絵柄）12cm × 4cm |                             |
| the peggies応援店        | ネオウィング                             | the peggiesオリジナルステッカー① （the peggies絵柄）12cm × 4cm | the peggiesオリジナルステッカー① （the peggies絵柄）12cm × 4cm |                             |
| the peggies応援店        | TSUTAYA RECORDS（全国）                  | the peggiesオリジナルステッカー① （the peggies絵柄）12cm × 4cm | the peggiesオリジナルステッカー① （the peggies絵柄）12cm × 4cm | 一部店舗除く                |
| TOWER RECORDS全店        | TOWER RECORDS全店                        | the peggiesオリジナルステッカー② 12cm × 4cm                    | the peggiesオリジナルステッカー② 12cm × 4cm                    | オンライン含む/一部店舗除く |
| 楽天ブックス             | 楽天ブックス                             | オリジナルポストカード（the peggies絵柄）                      | オリジナルポストカード（the peggies絵柄）                      |                             |
| セブンネットショッピング | セブンネットショッピング                 | オリジナルスマホスタンド                                       | オリジナルスマホスタンド                                       |                             |
| Sony Music Shop          | Sony Music Shop                          | オリジナルギターピック                                         | オリジナルギターピック                                         |                             |